# Piet van Nek jr.
Pieter (Piet) van Nek (Nieuwendam, 18 augustus 1916 – Amsterdam, 14 maart 1961) was een Nederlands wielrenner.
Van Nek was een zoon van Pieter van Nek en Julia Catharina Bosmans. Hijzelf was getrouwd met Aafje Mooijer. Hij genoot lager onderwijs en volgde de ambachtsschool. Van huis uit was hij timmerman. Zijn vermelding in het militieregister vermeldt echter daarnaast 'beroepswielrenner'.
Hij werd omstreeks 1936 lid van wielerclub De Germaan. Vlak na zijn dienstplicht deed Van Nek jr. in 1937 en 1938 mee aan de Ronde van Frankrijk. Geen van beide ronden wist hij uit te rijden. Op het wereldkampioenschap wielrennen van 1938 in Valkenburg werd hij vierde.
Van Nek werd voornamelijk bekend door plaatselijke wielerkoersen, zoals de Ronde van Purmerend. Hij maakte ook furore op wielerbanen in Brussel en Parijs. Hij liep gedurende zijn wielerloopbaan vele kwetsuren op: hij droeg de bijnaam Piet Pech.
Na zijn wielerloopbaan werd hij klerenperser bij Hollandia-Kattenburg in Amsterdam-Noord.
Hij overleed na een lang ziekbed in het Antoni van Leeuwenhoekziekenhuis. Hij werd in zijn woonplaats Volendam begraven op het kerkhof bij de Sint-Vincentiuskerk.
Piet van Nek jr. was een verre verwant, maar geen zoon van de in 1914 verongelukte wielrenner Piet van Nek sr. Het 'junior' gaat dus terug op zijn vader.

## Palmares
1937
Purmerend
Nieuwenhagen
1938
1e etappe Tour de l'Ouest
1940
Valkenburg
 Nederlands kampioenschap